# Swift - Il giustiziere
Swift - Il giustiziere (Swift Justice) è una serie televisiva statunitense in 13 episodi trasmessi per la prima volta nel corso di una sola stagione nel 1996.
È una serie d'azione incentrata sulle vicende di Mac Swift, un ex detective del NYPD ed ex Navy SEAL che affronta da investigatore privato i casi che la polizia, per un motivo o per un altro, non può trattare. Ad aiutarlo nelle indagini è il detective Randall Patterson.

## Personaggi e interpreti
- Mac Swift (13 episodi, 1996), interpretato da James McCaffrey.
- Ufficiale Williams (13 episodi, 1996), interpretato da Emerson St. John.
- Vietor (6 episodi, 1996), interpretato da Tony Darrow.
- Danny Boy (5 episodi, 1996), interpretato da Alex Kilgore.
- Carruthers (4 episodi, 1996), interpretato da Frank Pellegrino.
- Andrew Coffin (3 episodi, 1996), interpretato da Giancarlo Esposito.
- Frank Lucinda (3 episodi, 1996), interpretato da Joe Lisi.

## Produzione
La serie fu ideata da Dick Wolf.

### Registi
Tra i registi sono accreditati:
- Jace Alexander
- Lee Bonner
- Oscar L. Costo
- Frederick King Keller
- Don Kurt
- Matthew Penn
- Jesús Salvador Treviño

## Distribuzione
La serie fu trasmessa negli Stati Uniti dal 13 marzo 1996 al 17 giugno 1996 sulla rete televisiva UPN. In Italia è stata trasmessa su Italia 1 con il titolo Swift - Il giustiziere.

## Episodi
| Stagione       | Episodi | Prima TV USA |
| -------------- | ------- | ------------ |
| Prima stagione | 13      | 1996         |